# Solonzy (Kaliningrad)
Solonzy (russisch Солонцы, deutsch Dwarrehlischken, 1930 bis 1950 Herrendorf; litauisch Dvareliškiai) ist ein Ort in der russischen Oblast Kaliningrad. Er gehört zur kommunalen Selbstverwaltungseinheit Stadtkreis Slawsk im Rajon Slawsk.

## Geographische Lage
Solonzy liegt am linken Ufer des Flüsschens Laak (russisch: Warschinka) an einer Nebenstraße, die zwei Kilometer östlich an Timirjasewo (Neukirch) vorbeiführt. Die nächste Bahnstation ist Schtscheglowka (Groß Brittanien, 1928 bis 1946 Brittanien) an der Bahnstrecke Kaliningrad–Sowetsk (Königsberg–Tilsit). Bis 1945 bestand außerdem über Budehlischken (1938 bis 1946: Hoheneiche, heute nicht mehr existent) Anschluss an die beiden Kleinbahnstrecken Brittanien–Karkeln sowie Brittanien–Seckenburg der Niederungsbahn (ab 1938: Elchniederungsbahn).

## Geschichte
Um 1650 wurde das früher Dwarrehlischken genannte Dorf gegründet. Zwischen 1874 und 1945 gehörte es zum Amtsbezirk Neukirch im Kreis Niederung (ab 1938: Kreis Elchniederung) im Regierungsbezirk Gumbinnen der preußischen Provinz Ostpreußen. Im Jahr 1930 wurde der Ort in Herrendorf umbenannt.
In Kriegsfolge kam der Ort im Jahr 1945 mit dem nördlichen Ostpreußen zur Sowjetunion. Er wurde im Jahr 1950 in „Solonzy“ umbenannt und gleichzeitig dem Dorfsowjet Timirjasewski selski sowjet im Rajon Slawsk zugeordnet. Von 2008 bis 2015 gehörte der Ort zur Landgemeinde Timirjasewskoje selskoje posselenije und seither zum Stadtkreis Slawsk.

### Einwohnerentwicklung
| Jahr | Einwohner |
| ---- | --------- |
| 1910 | 111       |
| 1933 | 117       |
| 1939 | 145       |
| 2002 | 163       |
| 2010 | 196       |

## Kirche
Bis 1945 war die Bevölkerung Dwarrehlischkens resp. Herrendorfs überwiegend evangelischer Konfession und somit in das Kirchspiel der Kirche Neukirch (ehemals: Joneykischken, heute russisch: Timirjasewo) eingepfarrt. Sie gehörte zum Kirchenkreis Niederung (Elchniederung) in der Kirchenprovinz Ostpreußen der Kirche der Altpreußischen Union. Heute liegt Solonzy im Einzugsbereich der in den 1990er Jahren neu entstandenen evangelisch-lutherischen Kirchengemeinde Slawsk (Heinrichswalde). Sie ist Pfarrsitz der gleichnamigen Kirchenregion in der Propstei Kaliningrad (Königsberg) der Evangelisch-lutherischen Kirche Europäisches Russland.